# Donald M. Fraser
Donald MacKay Fraser (Minneapolis, 20 febbraio 1924 – Minneapolis, 2 giugno 2019) è stato un politico statunitense, membro della Camera dei Rappresentanti per lo stato del Minnesota dal 1963 al 1979 e sindaco di Minneapolis dal 1980 al 1993.

## Biografia
Nato a Minneapolis da immigrati canadesi, Fraser si iscrisse all'Università del Minnesota e nel 1944 fu inviato a combattere nel teatro dell'Oceano Pacifico della seconda guerra mondiale in quanto riserva dell'United States Navy. Rientrato in patria, terminò gli studi laureandosi in legge ed intraprese l'attività politica aderendo al Partito Democratico.
Nel 1954, all'età di trent'anni, venne eletto all'interno del Senato del Minnesota, dove restò per otto anni.
Nel 1962 abbandonò la legislatura statale concorrendo per un seggio alla Camera dei Rappresentanti nazionale e riuscì a sconfiggere il repubblicano in carica Walter Judd. Fraser fu riconfermato deputato per altri sette mandati, finché nel 1978 si candidò infruttuosamente al Senato, venendo sconfitto nelle primarie.
L'anno successivo venne eletto sindaco di Minneapolis per un mandato della durata di due anni; fu poi riconfermato per altri tre mandati della durata di quattro anni ciascuno, divenendo il sindaco più longevo nella storia della città.